# 香椎浩平
香椎 浩平（かしい こうへい、1881年（明治14年）1月25日 - 1954年（昭和29年）12月3日）は、日本陸軍の軍人。
陸士12期、陸大21期。最終階級は陸軍中将。
栄典は正四位勲一等功四級。
陸軍中将・香椎秀一の弟。皇道派。

## 来歴
福岡県嘉穂郡大隈町（現：嘉麻市）出身。士族・香椎昌の次男として生まれる。市ヶ谷の陸軍幼年学校を経て1900年11月、陸軍士官学校（12期）を卒業。同期に杉山元、畑俊六、小磯国昭、二宮治重、柳川平助らがいる。
1904年、日露戦争に中隊長として参加し負傷する。帰国後陸軍大尉に昇進。1909年、陸軍大学校（21期）を卒業。寺内寿一、植田謙吉、中村孝太郎、西義一、古荘幹郎、建川美次、多門二郎らが同期。その後、青島守備軍参謀、ドイツ大使館付武官兼スウェーデン公使館付武官、歩兵第46連隊長、歩兵第10旅団長、陸軍戸山学校長と順調に出世し、1934年には第6師団長になった。
二・二六事件が発生した当時、香椎は帝都の治安を担う警備司令官の地位にあった。しかし事件は全く寝耳に水で、早朝に電話で知らされて初めて知ったという。同日午後、叛乱を穏便に収める目的で陸軍大臣告示が出されると、この中の「真意」という文言が「行動」に差し替えられたため、叛乱に参加しなかった各部隊が混乱するという不祥事があった。この読み替えは青年将校に同情的であった香椎の指示によるものであったことが明らかになっている。その後も警備命令を発して叛乱部隊を形式的に軍の統帥下に編入させたり、戒厳司令官に任ぜられた後も、28日まで天皇から維新の詔を引き出そうと試みるなど、ぎりぎりまで武力鎮圧をためらっていた。
粛軍の一環として4月に待命処分となり、7月10日に予備役に編入される。後に二・二六事件の首謀者の一人であった磯部浅一は軍法会議において、叛乱を幇助したとして香椎ら高官15名を告発した。これが磯部らの公判に影響することはなかったが、香椎自身は待命中に憲兵と法務官による取調を受け、予備役編入後には軍法会議への出頭を命ぜられた。香椎によれば、叛乱部隊を編入させる警備命令は一種の計略であり、無血で解決するために必要なものだったという。真相解明に熱意を燃やす法務官の匂坂春平らの追及にもかかわらず、実際に叛乱を幇助したことを裏付ける証拠がなかったため、結局起訴されずに終わっている。
大戦末期の1945年2月、東京を去り福岡に帰郷。その後隠居生活を送り、1954年に死去した。満73歳没。

## 人物
日露戦争にて敵の猛攻を受け、壕に迫る敵を見て将兵の間にいささか動揺の色が見えた。これを見た香椎は「将校は将校同士、下士は下士同士、兵は兵同士、この世の名残にセンズリをかけ。」と冗談を言った。すると将兵達の間に笑いが起こって緊張がほぐれ、香椎の指揮のもとこの危機を切り抜けたという。後年、戸山学校長時代に公演に訪れた中原八郎中佐から演壇の席でこのことを明かされ、会場は一気に爆笑の渦が沸いた。一方香椎は顔を真っ赤にしてうつむいていたという。

## 年譜

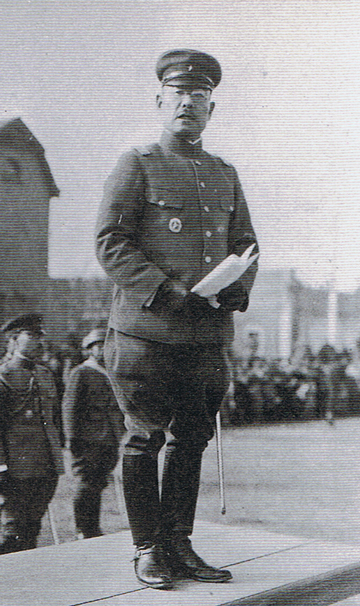
少将時代の香椎。1931年、天津にて

- 1896年（明治29年）9月 - 陸軍幼年学校入学
- 1900年（明治33年）11月 - 陸軍士官学校（12期）卒業
- 1901年（明治34年）6月25日 - 任陸軍少尉
- 1903年（明治36年）11月18日 - 任陸軍中尉
- 1905年（明治38年）6月27日 - 任陸軍大尉
- 1909年（明治42年） - 陸軍大学校（21期）卒業
- 1913年（大正2年）8月22日 - 陸軍少佐
- 1914年（大正3年）11月 青島守備軍参謀
- 1918年（大正7年）6月1日 - 陸軍中佐、参謀本部部員兼陸軍大学校兵学教官、川村景明副官[4]
- 1921年（大正10年）7月20日 - 陸軍大佐に昇進、ドイツ大使館付武官兼スウェーデン公使館付武官
- 1924年（大正13年）12月15日 - 歩兵第46連隊長
- 1926年（大正15年）3月2日 - 陸軍少将、歩兵第10旅団長
- 1928年（昭和3年）8月10日 - 陸軍戸山学校長
- 1930年（昭和5年） - 支那駐屯軍司令官
- 1931年（昭和6年）8月1日 - 陸軍中将
- 1932年（昭和7年）5月26日 - 教育総監部本部長兼将校生徒試験常置委員長[5]
- 1934年（昭和9年）3月5日 - 第6師団長
- 1935年（昭和10年）12月2日 - 東京警備司令官（ - 1936年4月2日）
- 1936年（昭和11年）
  - 2月27日 - 任戒厳司令官
  - 4月2日 - 待命[6]
  - 7月10日 - 予備役に編入
- 1947年（昭和22年）11月28日 - 公職追放仮指定[7]

## 栄典
位階
- 1901年（明治34年）10月10日 - 正八位[8]
- 1910年（明治43年）9月30日 - 従六位[9]
- 1931年（昭和6年）1月16日 - 従四位
- 1934年（昭和9年）3月15日 - 正四位[10]

勲章等
- 1915年（大正4年）11月7日 - 功四級金鵄勲章・勲四等旭日小綬章・大正三四年従軍記章[11]
- 勲一等旭日大綬章：1934年（昭和9年）4月29日
- 功四級金鵄勲章
- 勲二等瑞宝章
- 5等ヴィルッチ・ミリタリ勲章（en）
- 1940年（昭和15年）8月15日 - 紀元二千六百年祝典記念章[12]

## その他
大分県由布市湯布院町にある香椎荘はもともと香椎の別荘として建てられたもので、現在は温泉旅館として使用されている。

## 著作
- 『英雄日本民族の自覚』第一書房、1940年9月。 NCID BN09891823。全国書誌番号:46045781。
- 「一つの精神的遺産」『経済倶楽部講演』 昭和16年第9輯、東洋経済新報社、1941年3月、19-32頁。 NCID BA85279635。全国書誌番号:21384100。
- 『秘録二・二六事件　香椎戒厳司令官』香椎研一編、永田書房、1980年2月。 NCID BN0440942X。全国書誌番号:80040339。